# Hidarn Stariji
Za ostale povijesne ličnosti pod imenom „Hidarn“ vidi: Hidarn (razdvojba)
Hidarn Stariji (perz. Vidarna; „Rezač“, elam. Mitarna, akad. Umidarna, lic. Widrñna, aram. Wdrn, grč. Ὑδάρνης; Hydarnes, lat. Idarnes) je bio sin Bagabigne, perzijski plemić i satrap Medije.

## Pozadina
U ožujku 522. pr. Kr. na perzijsko prijestolje stupa uzurpator Gaumata koji se predstavljao kao Smerdis, legitimni brat Kambiza II. koji je ranije tajno pogubljen. Nakon što je čuo za uzurpaciju prijestolja, Kambiz II. odlučio se vratiti iz pohoda protiv Egipta u Perziju da se obračuna s Gaumatom, no prilikom putovanja je umro što je omogućilo lažnom velikom kralju da vlada nekoliko mjeseci.
Otan, brat Kambizove i Smerdisove majke, uočio je Gaumatinu prijevaru pa je pozvao plemiće Aspatina i Gobriasa koji su se zajedno s Hidarnom Starijim, Intafrenom i Megabizom I. urotili protiv lažnog velikog kralja. Dok su kovali planove priključio im se i sedmi član Darije I., Kambizov rođak odnosno sin Histaspa. Darije ih je uvjerio kako ne smiju čekati već odmah krenuti u akciju, pa je lažni Smerdis ubijen 29. rujna 522. pr. Kr.

## Politički život
Neposredno nakon Darijevog stupanja na perzijsko prijestolje, diljem carstva izbijaju pobune pa tako i u Mediji, gdje je pobunu predvodio Fraort. Njegov ustanak proširio se i na istok do Partije, te na sjever do Armenije.
Tijekom zime 522./521. pr. Kr. Hidarn Stariji bio je zadužen za gašenje medijske pobune, te je uspio zauzeti klance između Medije i samog središta Perzije, podijelivši pritom teritorije koje su zauzeli pobunjenici Fraort (Medija) i Vahijazdata (Perzija).
Moguće objašnjenje jest kako je Hidarn Stariji tijekom listopada poslan iz Medije na jug, što bi značilo kako je Darije Veliki neposredno nakon stupanja na prijestolje osjetio kako će Vahijazdata stvarati probleme, zbog čega je poslao Hidarna da kontrolira srce Perzije. Hidarn je gotovo stigao na jug u Perziju, no kada je čuo za pobunu u Mediji odlučio je ostati na graničnom području i spriječiti moguće kontakte dvaju pobunjenika.
Takva situacija se čini vrlo kompliciranim, no 12. siječnja 521. pr. Kr. uspješno je porazio Fraortovu vojsku pokraj Maruša (Mihriz, 30 km južno od Jazda). Behistunski natpisi navode:

Kada je (Hidarn) došao u Mediju, pokraj grada Maruša sukobio se s pobunjenim Medijcima. Onaj koji je vodio njihovu pobunu nije prisustvovao borbama. Ahura Mazda pomogla mi je, i zahvaljujući milosti Ahure Mazde moja vojska pobijedila je pobunjenike. Dvadeset i sedmog dana mjeseca Anamake ta bitka je vođena.
Poslije toga moja vojska čekala me u medijskom okrugu Kampandi, sve dok ne dođoh u Mediju.

Unatoč tome što su pobunjeni Medijci imali 3.827 (ili 5.287) poginulih te 4.329 zarobljenih vojnika, perzijska pobjeda nije bila potpuna. Darije Veliki ostao je u Kampandi (60 km jugozapadno od Jazda pokraj Kermanšaha), što znači kako je bio u nemogućnosti da progoni neprijatelje, odnosno kako je morao čuvati obranu samog središta Perzije. Nakon četiri mjeseca, perzijski vladar Darije okupio je novu vojsku s kojom je brzo ugušio pobunu.
Sudbina Hidarna Starijeg nije kristalno jasna, no čini se kako je za nagradu vladao kao satrap Medije; godine 499. pr. Kr. spominje se kao „Miturna“. Drugi povjesničari (npr. Rüdiger Schmitt) pak smatraju kako je imenovan satrapom Armenije. Grčki povjesničar Herodot spominje Hidarna koji je služio kao general u Trakiji (Skudri), no nije moguće sa sigurnošću utvrditi radi li se o istom Hidarnu.

## Ostavština
Hidarn Stariji imao je najmanje dva sina; Hidarna Mlađeg i Sisamna. Obojica su sudjelovali prilikom Kserksove ekspedicije protiv Grčke (480. pr. Kr.); Hidarn Mlađi je zapovjedao elitnom jedinicom Perzijskih besmrtnika, dok je Sisamno zapovjedao jedinicama iz Arije. Obitelj Hidarna Starijeg ostala je vrlo utjecajna u Perzijskom Carstvu tijekom idućih stotinu godina, sve dok 395. pr. Kr. njegov praunuk Tisafern nije pao u nemilost Artakserksa II. Povjesničari Ktezije i Ksenofont spominju Hidarne koji su vladali kao satrapi Armenije odnosno Fenicije, dok se i posljednji armenski satrap Oront II. u Strabonovim djelima spominje kao potomak Hidarna Starijeg.

## Poveznice
- Darije Veliki
- Fraort
- Hidarn Mlađi

## Vanjske poveznice
- [neaktivna poveznica]
- Hidarn (1.), Livius.org, Jona Lendering  Arhivirana inačica izvorne stranice od 27. ožujka 2010. (Wayback Machine)
- Hidarn (Hydarnes), AncientLibrary.com  Arhivirana inačica izvorne stranice od 14. svibnja 2011. (Wayback Machine)